# Mobile Launcher Platform

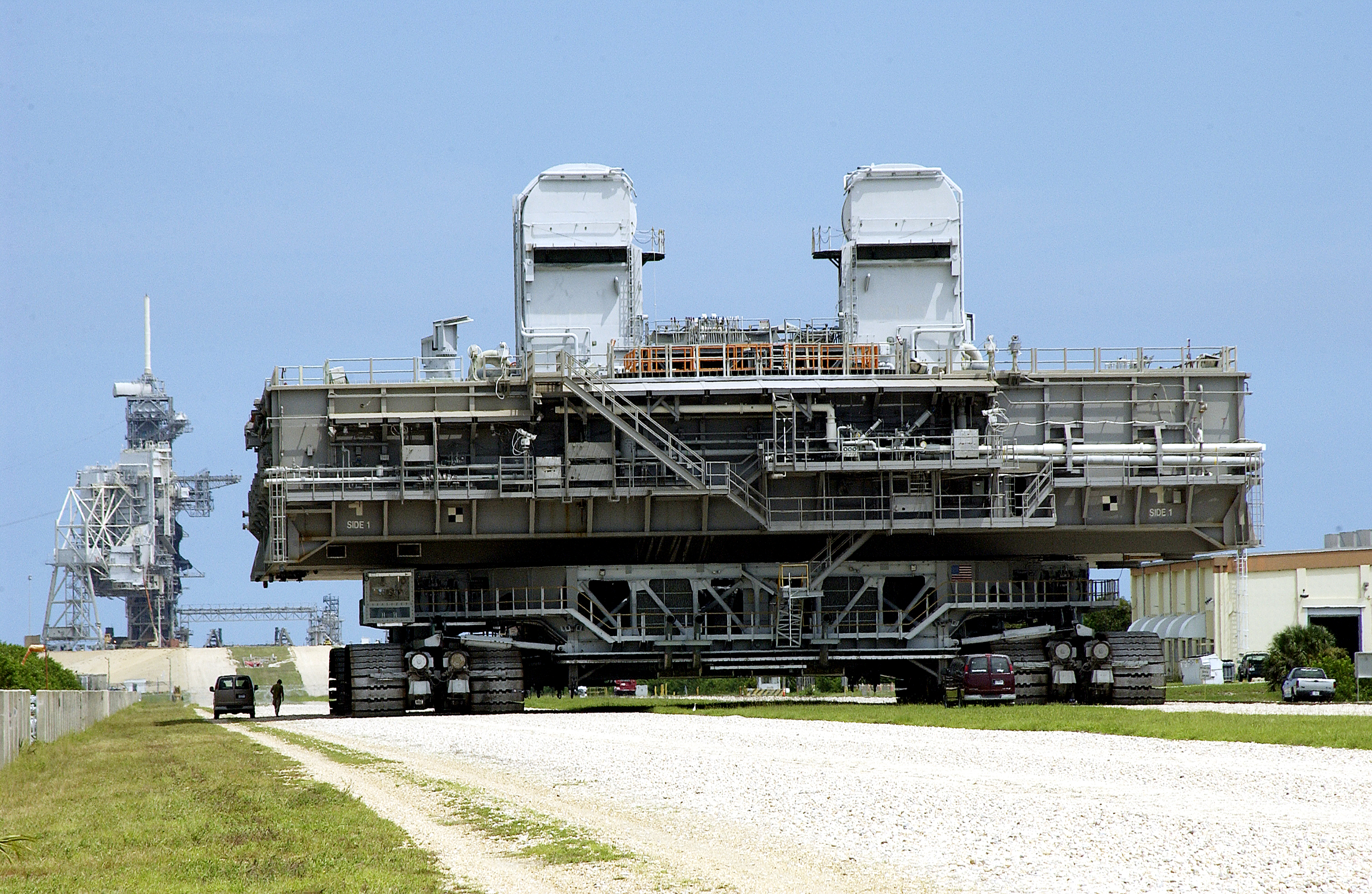
Una Mobile Launcher Platform trasportata dal Crawler-transporter

La Piattaforma mobile di lancio (in inglese Mobile Launcher Platform) è una struttura a due piani usata dalla NASA, assieme al crawler-transporter, per il trasporto dello Space Shuttle dal Vehicle Assembly Building alle piattaforme di lancio 39-A o 39-B al Kennedy Space Center o alternativamente come piattaforma mobile di lancio.
La struttura fungeva anche da piattaforma di lancio di razzi verticale temporanea se la piattaforma statica si danneggiava gravemente dopo disastri naturali (terremoti, tsunami, uragani, ecc..).

## Descrizione
Ogni MLP è una struttura a due piani rettangolare che era originalmente costruita per il trasporto del grande vettore Saturn V per le missioni lunari del programma Apollo negli anni '60 e '70. In precedenza ogni piattaforma comprendeva una torre di lancio con dei bracci che venivano ritratti al lancio. Per le missioni Skylab e il programma test Apollo-Sojuz venne modificata la piattaforma 1 per utilizzare la torre con il più piccolo Saturn IB.
Durante il programma Apollo le tre piattaforme possedevano una torre che si collegava al Saturn V, e successivamente, le torri delle piattaforme 2 e 3 sono state modificate per adattarsi allo Space Shuttle. La torre della piattaforma 1 è stata invece rimossa e conservata nell'area industriale del Kennedy Space Center. Le piattaforme sono state inoltre riconfigurate con l'aggiunta di due bracci di servizio in coda su entrambi i lati della bocchetta di scarico del propulsore principale. Le torri sono chiamate uccelli d'acqua (rain birds) perché contengono il sistema di soppressione sonoro.

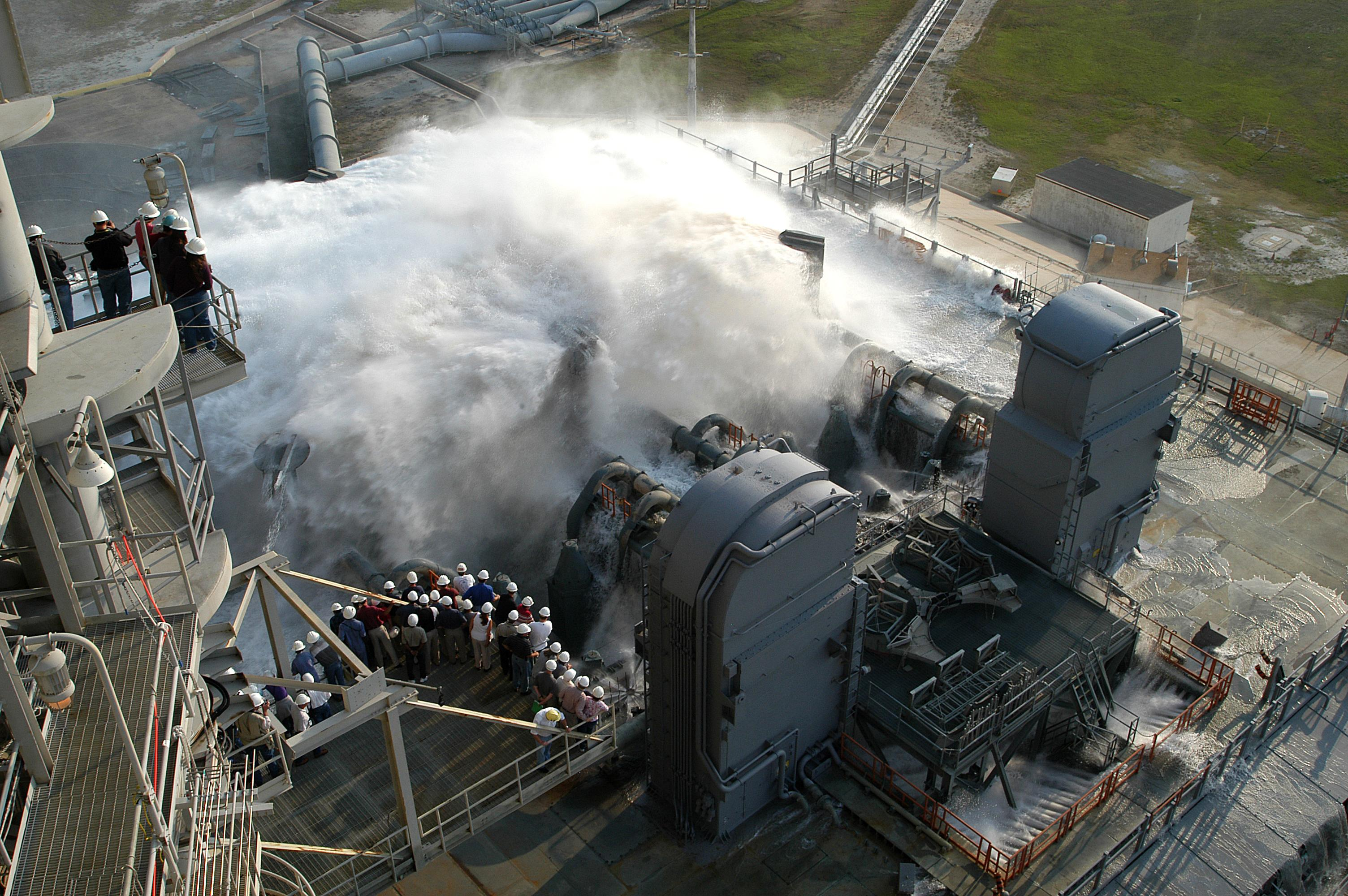
L'acqua viene inviata nella Mobile Launcher Platform sulla piattaforma 39A all'inizio di un test del sistema di soppressione del suono. Durante il lancio vengono rilasciati 1,1 milioni di litri d'acqua in soli 20 secondi

Lo Space Shuttle è mantenuto sulla piattaforma attraverso otto punti di fissaggio, detti "hold-down bolts", posizionati in gruppi di quattro su entrambi i solid rocket booster. Immediatamente prima dell'accensione di questi ultimi, delle cariche pirotecniche sono attivate per liberare lo Shuttle dalla piattaforma.
Ogni piattaforma pesa 4190 t, è lunga 49 m, larga 41 e alta 7,6 m. Viene trasportata dal Vehicle Assembly Building al complesso di lancio per mezzo di un Crawler-transporter.
Nel 2021, la piattaforma 2 (MLP-2), da cui partì la missione Apollo 14 per la luna e la fatale missione STS-51-L del Challenger, viene demolita per recuperare spazio per il programma Artemis.

## Le nuove piattaforme
Con la sostituzione dello Shuttle con la navetta Orion e i due vettori Ares I e Ares V, la NASA costruirà tre nuove piattaforme di lancio che faranno parte degli aggiornamenti al complesso di lancio 39 e supporteranno i razzi Ares I. Questo permetterà l'uso dei crawler-transporter attuale fino alla loro sostituzione con i nuovi modelli per trasportare i più pesanti vettori Ares V e la loro torre di lancio. 
Queste nuove piattaforme sono progettate dalla ASRC Aerospace. I vettori Ares V utilizzeranno le piattaforme esistenti che saranno modificate e rafforzate.